# Ягю (княжество)
Княжество Ягю (яп. 柳生藩 Ягю-хан) — феодальное княжество (хан) в Японии периода Эдо (1636—1869). Ягю-хан располагался в провинции Ямато (современная префектура Нара) на острове Хонсю. 
Хоть княжество и не обладало значимым весом, род даймё Ягю на протяжении поколений играл важную роль в сёгунате Токугава как фехтовальщики.
Административный центр: замок Ягю (ныне восток города Нара).

## Список даймё
- Род Ягю (фудай-даймё; 12 500 → 8 300 → 10 000 коку)

1. Ягю Мунэнори (1571—1646), первый даймё Ягю-хана (1636—1646), младший сын Ягю Мунэтоси
2. Ягю Мицуёси (1607—1650), даймё Ягю-хана (1646—1650), старший сын предыдущего
3. Ягю Мунэфую (1613—1675), даймё Ягю-хана (1668—1675), третий сын Ягю Мунэнори
4. Ягю Мунэари (1654—1689), даймё Ягю-хана (1675—1689), второй сын предыдущего
5. Ягю Тосиката (1673—1730), даймё Ягю-хана (1689—1730), сын Ягю Мунэхару, приёмный сын предыдущего
6. Ягю Тосихира (1699—1768), даймё Ягю-хана (1730—1742), приёмный сын предыдущего
7. Ягю Тосиминэ (1719—1763), даймё Ягю-хана (1742—1763), приёмный сын предыдущего
8. Ягю Тосинори (1730—1816), даймё Ягю-хана (1763—1807), приёмный сын предыдущего
9. Ягю Тоситоё (1790—1820), даймё Ягю-хана (1807—1820), приёмный сын предыдущего
10. Ягю Тосиакира (1809—1862), даймё Ягю-хана (1820—1849), старший сын предыдущего
11. Ягю Тосиёси (1830—1850), даймё Ягю-хана (1849—1850), приёмный сын предыдущего
12. Ягю Тосимунэ (1836—1862), даймё Ягю-хана (1850—1862), приёмный сын предыдущего
13. Ягю Тосимасу (1851—1927), последний даймё Ягю-хана (1862—1869), приёмный сын предыдущего

## Территории княжества в конце периода Эдо
- Провинция Ямато
  - 8 деревень в уезде Соэками
  - 10 деревень в уезде Ямабэ (одна из которых была разделена с княжеством Цу)
- Провинция Ямасиро
  - 7 деревень в уезде Сораку

После реставрации Мэйдзи были добавлены территории прямых вассалов хатамото: 1 деревня в уезде Соэками и 2 деревни в уезде Ямабэ (одна деревня бывшая в составе княжества Цу и другая в княжестве Янагимото).